# Stift Tepl
Stift Tepl (tschechisch  Premonstrátský Klášter Teplá) ist eine Abtei des Ordens der Prämonstratenser in Tschechien. Diese wurde im 12. Jahrhundert von dem Gaugrafen Hroznata von Ovenec nach einem Gelübde als Ersatz für die Teilnahme an einem Kreuzzug nach Jerusalem gestiftet. Sie bildet zugleich den Ortsteil Klášter der Stadt Teplá (Tepl) in Westböhmen.

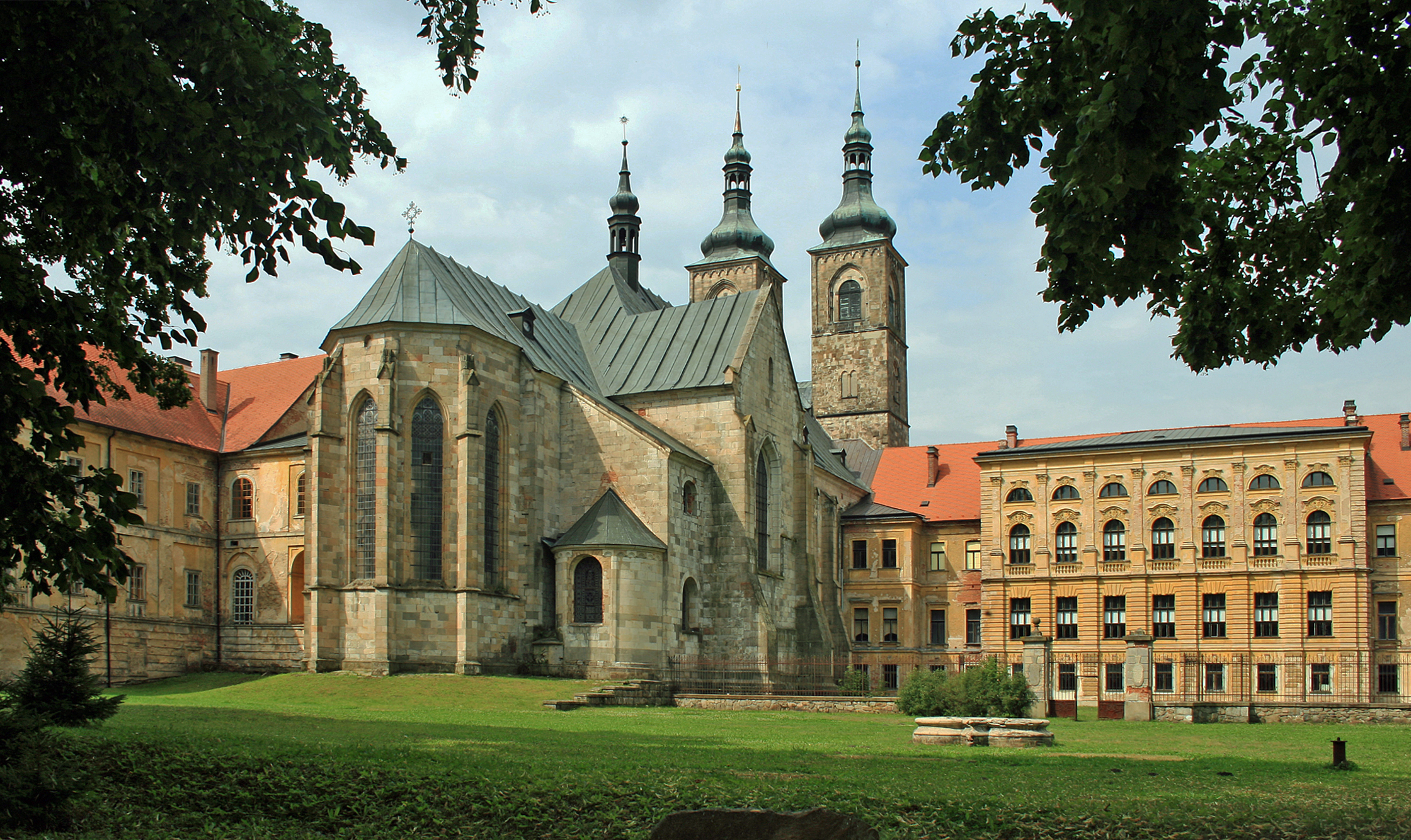
Stift Tepl

## Überblick
Das Kloster war durch seine Lage im Siedlungsgebiet der westslawischen Choden an der Grenze zum Egerland und dem ehemaligen Nordgau (Bayern) mit den immer wiederkehrenden Kriegen und Auseinandersetzungen in einer schwierigen Mission für die Römisch-katholische Kirche. Es wurde mehrfach geplündert und zerstört, aber immer wieder aufgebaut. Das Kloster Tepl und seine amtierenden Äbte begleiteten durch die Jahrhunderte des Mittelalters die deutsche Kolonisation in Westböhmen, überstanden vor dem Dreißigjährigen Krieg die Reformation und die Zugehörigkeit des Klosters zum evangelisch-lutherischen Glaubensgebiet, erhielten Förderung durch die römisch-katholische Gegenreformation und die nach 1621 einsetzende Rekatholisierung in Böhmen mit den besitzrechtlichen und sozialen Veränderungen. Nach den zwei Weltkriegen des 20. Jahrhunderts, der Zugehörigkeit zum Reichsgau Sudetenland in den Jahren 1938 bis 1945, der anschließenden Enteignung und Ausweisung der Sudetendeutschen durch die Beneš-Dekrete der Tschechoslowakei wurde es ab 1948 unter der Herrschaft der kommunistischen Regierung in Prag als Kaserne genutzt, ab 1978 war ein Leerstand mit beginnendem Verfall zu verzeichnen. Im Jahr 1990 nach der Samtenen Revolution wurde wieder ein Ordenskloster der Prämonstratenser mit einer angeschlossenen Herberge errichtet. Seit dem 1. Juli 2008 ist Stift Tepl ein Nationales Kulturdenkmal Tschechiens.

## Umgebung
Das Stift Tepl liegt an der Teplá in einem Ortsteil der Stadt Teplá (Tepl) im Tepler Hochland. Der Ausbau der Ansiedlung Teplá im nahen Umfeld der westslawischen Burg Schwanberg-Krasikov durch erbuntertänige und frondienstpflichtige Bauern begann im 12. Jahrhundert. Im Jahr 1385 wurden Tepl die Stadtrechte verliehen und ein regelmäßiger Wochenmarkt gestattet. Die Stadt Teplá befindet sich 40 km südlich von Karlsbad (Karlovy Vary) und 14 km östlich von Marienbad (Mariánské Lázně), das durch Initiative des Klosters als Kurbetrieb ausgebaut wurde.

## Geschichte des Klosters

### Anfänge
Das Kloster Tepl wurde der Legende nach im Jahr 1193 von dem böhmischen Gaugrafen Hroznata von Ovenec als Ersatz für die Beteiligung an einem Kreuzzug von Kaiser Heinrich VI. nach dem Vorderen Orient gegründet, um die dortigen Andersgläubigen dem christlichen Glauben zuzuführen. Im März des Jahres 1188 gelobte Hroznata, sich an diesem Kreuzzug zu beteiligen, wurde aber im April des Jahres 1191 von Papst Innozenz III. zusammen mit weiteren Adeligen seines Gelübdes von der Teilnahme am Kreuzzug entbunden und stiftete als Ersatz die Klöster Chotieschau und Tepl im Siedlungsgebiet der Choden in Westböhmen.
Um das Kloster Tepl zu besiedeln, berief Gaugraf Hroznata zwölf Prämonstratenser des heiligen Norbert von Xanten aus dem Kloster Strahov bei Prag, die unter dem Abt Johann in das Kloster Tepl zogen. Der römisch-katholische Orden der Prämonstratenser war 1143 aus dem Kloster Steinfeld in der Eifel nach Strahov gekommen, um dort religiös und kulturell zu wirken. Der Orden der Prämonstratenser war für seinen Einsatz in Westböhmen zur Verbreitung des christlichen Glaubens, der Verwaltung der Einnahmen aus dem erbuntertänigen Orten und dem Ausbau des Schulwesen in praxisbezogener Ausrichtung prädestiniert. Er galt zu dieser Zeit als einer der fortschrittlichsten Ordensgemeinschaften. Hroznata von Ovenec war der Überlieferung nach ein pragmatischer und sachbezogener Charakter und wählte vermutlich deshalb diese Ordensgemeinschaft für seine Klostergründungen aus. Die Prämonstratenser wurden zu einem wichtigen Faktor der wirtschaftlichen und kulturellen Kolonisation in Westböhmen. Bereits im Mittelalter befand sich im Kloster eine Lateinschule. Es stand in seinen Bestrebungen in Nachbarschaft zu dem Kloster Waldsassen im Nordgau (Bayern) und dem Kloster Sankt Emmeram in Regensburg.
Im Jahr 1202 zog Gaugraf Hroznata von Ovenec, nachdem er im Jahre 1198 nach dem frühen Tod der Ehefrau und seines Sohnes in Rom in den Prämonstratenserorden eingetreten sein soll, ins Kloster und sorgte als Verwalter für die Einkünfte der Klostergüter aus erbuntertänigen Ortschaften der umgebenden Grundherrschaft. Sein Leben – zu welchem es unterschiedliche Interpretationen der Quellen gibt – endete, als er entweder von den Hohenberger Rittern entführt wurde, mit denen er wegen ungeklärter Besitzverhältnisse um das Dorf Untersandau schon seit geraumer Zeit Auseinandersetzungen hatte oder er wurde in einer Fehde mit dem Ministerialengeschlecht der Reichsritter von Künsberg gefangen genommen. Der Legende nach wurde er auf der Burg Hrozňatov, dem späteren Schloss in Altkinsberg am Muglbach eingekerkert und hat dort um das Jahr 1200 den Tod erlitten. Es soll versucht worden sein, ein Lösegeld für seine Freilassung zu erpressen, was er abgelehnt haben soll, um die Finanzen seiner Klostergründungen nicht zu belasten. Dies ist einer der Gründe, warum er am 16. September 1897 als Märtyrer seliggesprochen wurde. An seinem Sterbetag, dem 14. Juli wird im Stift Tepl seiner gedacht.
In den historischen Forschungen zu dem Sterbeort des Klostergründers Hroznata von Ovenec gibt es Vermutungen, dass nicht die Burg Kinsberg am Muglbach oder die Burg in Königsberg an der Eger (Kynsperk nad Ohri) sein Sterbeort war, sondern die Burg Hohenberg im Fichtelgebirge. Das Testament des Gaugrafen Hroznata von Ovenec gilt als das älteste Schriftstück des ehemaligen Klosterarchivs des Stift Tepl. In ihm wurde der Überlieferung nach festgehalten, dass ein umfangreicher Teil seines Stammbesitzes und die daraus zu erzielenden Einkünfte nach seinem Tode seinen Klostergründungen zukommen soll. Das Original oder Abschriften des Testamentes sind nicht mehr erhalten.
Nach dem Tod von Hroznata wurde unter Abt Johann I. (bis 1233) am 20. Juni 1232 die Klosterkirche im Beisein des böhmischen Königs Wenzel I. und des Bischofs von Prag Johann II. von Dražice geweiht und das Kloster Tepl entwickelte sich zu einer bedeutenden Niederlassung des Ordens der Prämonstratenser. Als um das Jahr 1380 die Seuche der Pest in Europa wütete, wurde auch das Kloster Tepl und seine erbuntertänigen Städte und Ortschaften erfasst und fast vollständig entvölkert. Nach 1384 siedelte der damalige Abt des Klosters Tepl, Bohus Edler von Otoschitz (1384–1411), deutsche Kolonisten in den fast ausgestorbenen Orten an, erteilte den Ortschaften Teplá und Enkengrün (tschechisch Jankovice, heute ein Ortsteil von Teplá) am 17. Juli 1385 und Lichtenstadt 1387 das Stadtrecht, gestattete die Abhaltung von Wochenmärkten und lockerte die Bedingungen für die Ansiedlung von Handwerksbetrieben. Neue deutschsprachige abgabe- und frondienstpflichtige Dörfer, mit Ortsnamen mit der Endung -grün, -schlag, -brand, -bach, -berg und ähnlich, entstanden neben den Siedlungen der Choden. Nach dem Jahr 1945 und der Enteignung und Ausweisung ihrer deutschsprachigen Haus- und Grundbesitzer als Sudetendeutsche durch die Beneš-Dekrete der Tschechoslowakei erhielten die Orte tschechischsprachige Ortsnamen, wurden durch Neusiedler in Besitz genommen oder sind verödet.
Stift Tepl stand unter der Oberhoheit des Papstes in Rom. Abt Hugo erhielt von Papst Gregor X. eine Bulle, in der alle Besitzungen, Freiheiten und Rechte des Stiftes Tepl aufgezählt und pro forma bestätigt wurden. Die Lateinschule des Stifts Tepl wurde mit hoher Wahrscheinlichkeit auch von Johannes von Tepl besucht, der die erste neuhochdeutsche Prosadichtung Der Ackermann aus Böhmen verfasst hat.

### Aufstieg und Blüte

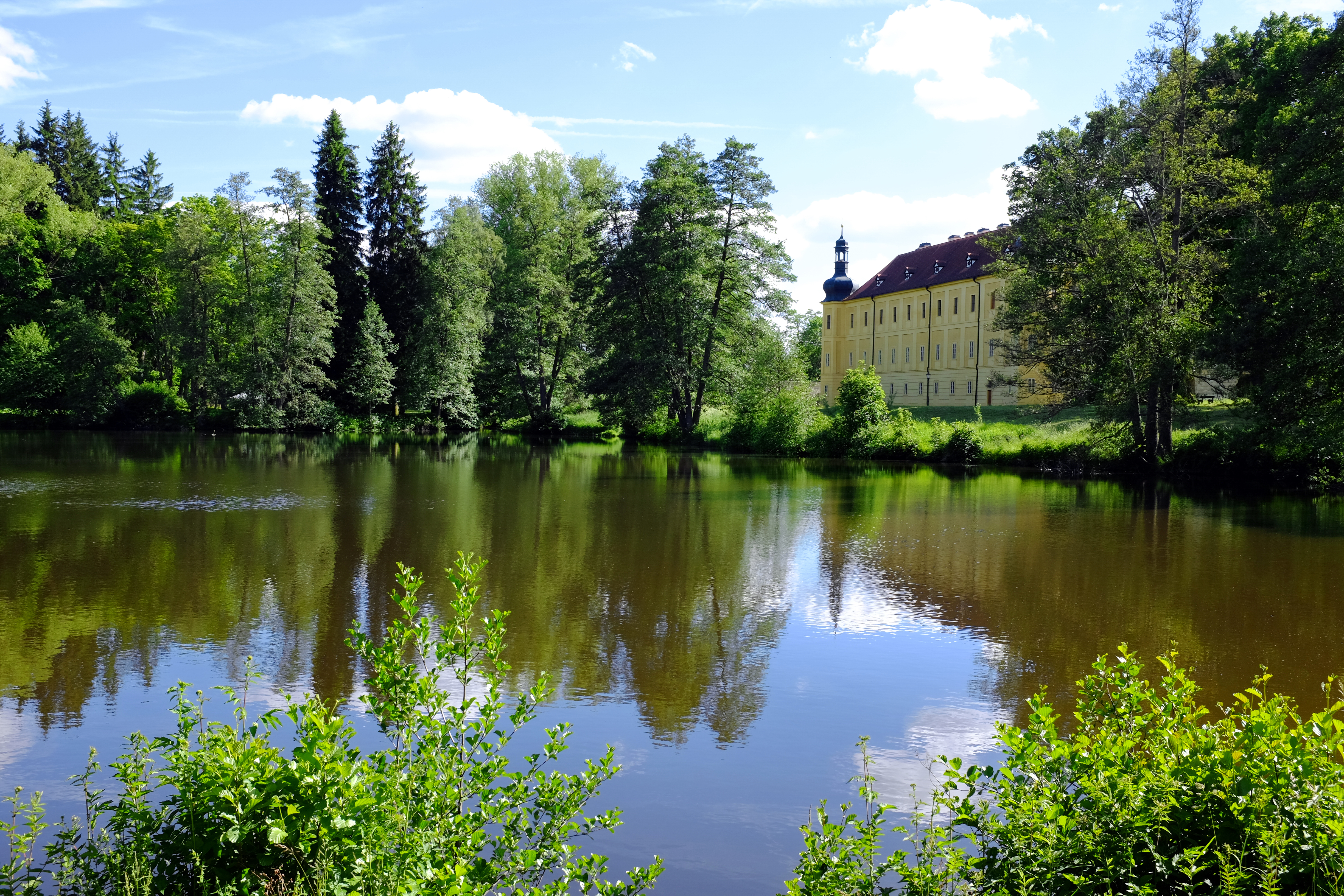
Parkanlage mit Teichen hinter dem Kloster

Während der Kriegszüge der Hussiten wurde das Kloster Tepl geplündert, und der nahe gelegene Ort Tepl brannte teilweise nieder. Unter Abt Sigismund von Hausmann (1458–1506) kam es zu einer wirtschaftlichen Erholung, als in der Region Silber gefunden und erfolgreich abgebaut wurde. Unter seiner Leitung wurden elf Fischteiche angelegt, baufällige Teile des Klosters renoviert, zerstörte neu aufgebaut und die Klosterbibliothek erweitert.
Im Verlauf der Gegenreformation schloss sich Kloster Tepl dem Kloster Unser Lieben Frauen in Magdeburg an, um der Lehre der aufkommenden Evangelisch-Lutherischen Kirche entgegenzuwirken. Das Kloster entwickelte sich unter den Äbten Johannes Kurz (1535–1585), Mathias Göbl (1585–1596) und Andreas Ebersbach (1596–1629) zu einem religiösen Zentrum der Gegenreformation, da Chorherren des Stifts zahlreiche Pfarreien in Westböhmen besetzten. Nach dem Prager Fenstersturz fanden Kanzler Wilhelm Slavata und Erzbischof Johannes Lohelius auf ihrer Flucht nach Bayern vorübergehend Aufnahme im Kloster.
Kloster Tepl wurde im 16. und 17. Jahrhundert, vor allem während des Dreißigjährigen Krieges (1618–1648), mehrfach ausgeplündert. Evangelisch-lutherische Truppenverbände des letzten evangelischen Königs von Böhmen Friedrich V. plünderten das römisch-katholische Kloster siebzehn Tage; 1641 und 1648, zu Ende des Krieges, überfielen schwedisch-evangelische Truppen das Kloster und verwüsteten es. Nach dem Krieg, während der Rekatholisierung in Westböhmen, brannten am 19. April 1659 zunächst das Kloster und nachfolgend im Jahr 1677 die Konventgebäude, vermutlich durch Brandstiftung oder Fahrlässigkeit, fast bis auf die Grundmauern nieder. Sie wurden notdürftig wieder in Stand gesetzt. Die Spuren der Flammen sollen bis heute an den südlichen Außenmauern der Klosterkirche sichtbar sein. Bis zum Beginn des 18. Jahrhunderts festigte sich der Bestand des Klosters Tepl wieder.
Die heute vorhandenen Gebäude der Klosteranlagen in Teplá wurden unter Abt Raimund Wilfert (1688–1724) saniert und erweitert, der Innenausbau der Stiftskirche neu gestaltet, das Konventgebäude und die Prälatur von Christoph Dientzenhofer im Barockstil erneuert. Die Fresken stammen zum Teil von Christoph Maurus Fuchs. Der von Abt Wilfert geschaffenen Meierhof „Hammerhof“ diente nachfolgend den ersten Kurgästen der Marienbader Kurquellen als Unterkunft. Abt Wilfert erhielt für seine Verdienste den Titel kaiserlich-königlicher Rat.
In den Jahren 1690 bis 1724 hatte das Kloster Tepl in wissenschaftlicher und seelsorgerischer Hinsicht eine bedeutende Zeit. Seit dem 16. Jahrhundert bestand im Kloster Tepl eine philosophische und theologische Lehranstalt mit angeschlossenem Priesterseminar zur Ausbildung der Ordenspriester. Zu den Schülern zählt Raimund Johann Wilfert (* Tepl 1671, † Prag 1741), Chorherr des Klosters Strahov und Stadtdechant in Saaz in Böhmen. Das Gebäude der ehemaligen Klosterschule, eine der wenigen Lateinschulen in Westböhmen, hat sich im nahen Dorf Haber-Kladrau bis heute erhalten.
Die Schlesischen Kriege brachten dem Kloster Not und Verwüstung. Abt Hieronymus Ambrosius (1741–1767) gelang es, die Landwirtschaft in den erbuntertänigen Ortschaften ertragreich zu gestalten und die wirtschaftliche Situation zu stabilisieren. Kloster Tepl entwickelte sich zu einem Mittelpunkt der Kunst, Wissenschaft und Kultur der Region. Die Bibliothek wurde vergrößert, eine Sammlung von Mineralien und ein physikalisches Kabinett angelegt.
Ende des 18. Jahrhunderts strebte die Ordensgemeinschaft der Prämonstratenser im Stift Tepl unter Abt Christoph von Trauttmansdorff als Reaktion auf die Reformbewegung des Josefinismus, die eine Wiederansässigkeit evangelisch-lutherischer Christen und anderer Glaubensgemeinschaften auch in Westböhmen gestattete, eine Erneuerung in römisch-katholischem Sinn an. Das Stift gründete die erste vierklassige Schule für Dorfkinder, baute Sozialeinrichtungen, Krankenanstalten, Armenhäuser und hob die Leibeigenschaft der erbuntertänigen Bauern und deren Verpflichtung zu Frondiensten noch vor dem Revolutionsjahr 1848 mit der nachfolgenden Bauernbefreiung aus der Erbuntertänigkeit auf. Die gesamte Musikerausbildung Westböhmens war ebenfalls in der Hand der Praemonstratenser Stiftsherren.

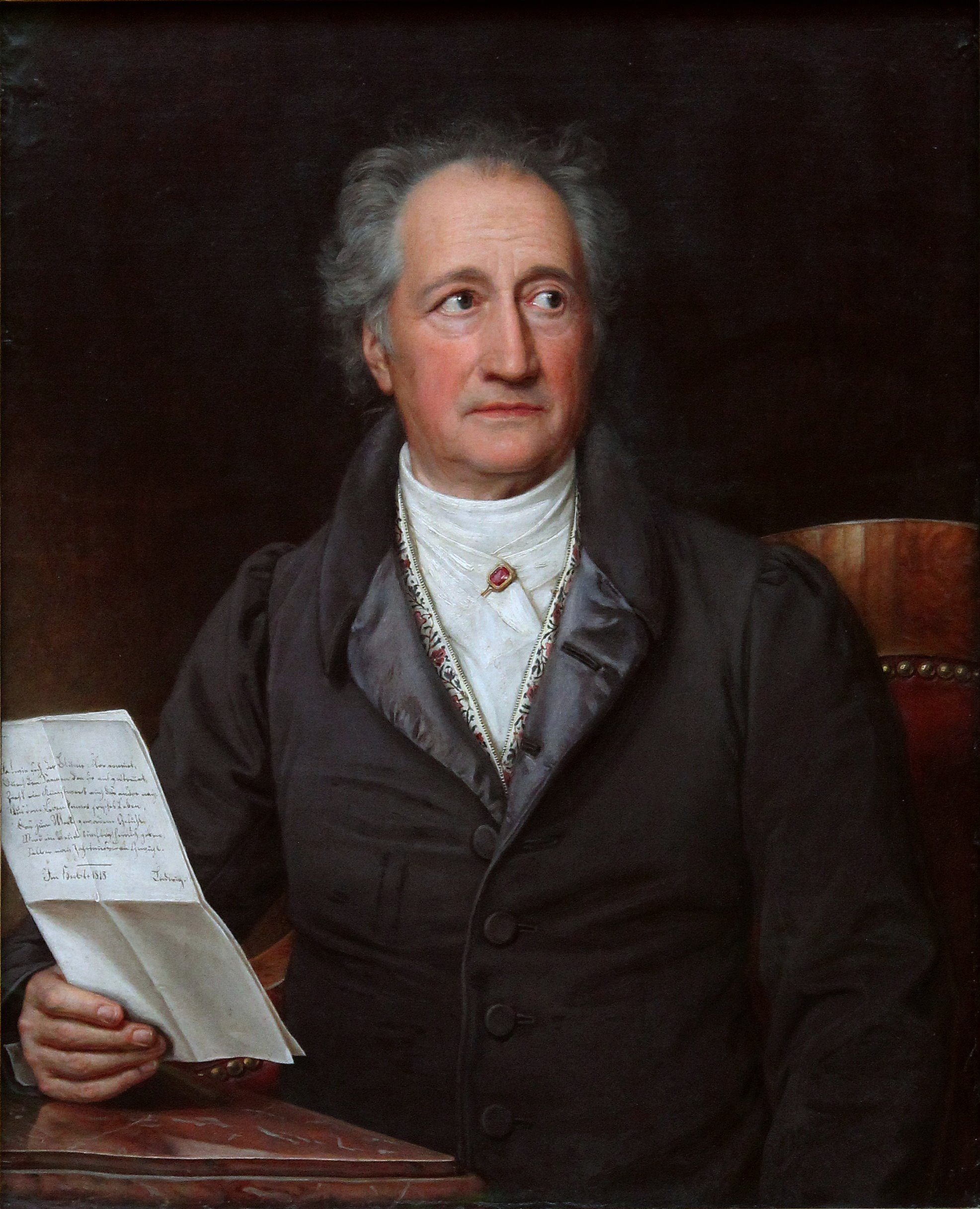
Johann Wolfgang von Goethe stiftete dem Museum seine Mineraliensammlung.

Abt Chrysostomus Laurentius Pfrogner (1751–1812), der vorher Rektor und Professor für Kirchengeschichte an der Karls-Universität Prag war, machte das Stift zu einer Pflegestätte der Wissenschaft. 1804 übernahm das Stift Tepl das Gymnasium in Pilsen und besetzte es mit Lehrkräften aus dem eigenen Ordenshaus. 1807 ließ Pfrogner am Marienbrunnen im Moorgebiet in der Nähe Tepls ein erstes festes Badehaus mit acht Zimmern errichten. Unter dem Nachfolger von Abt Pfrogner, Karl Prokop Reitenberger, von 1812 bis 1826 Abt des Klosters, erfolgte gegen den Widerstand von Teilen der einheimischen Bevölkerung der Ausbau zum Kurort Marienbad. Johann Wolfgang von Goethe war in den Jahren 1820–1823 mehrfach Kurgast in Marienbad und besuchte von dort aus das Stift Tepl, über dessen kulturelle Bedeutung er in seinen Tagebüchern und in Mitteilungen an den Großherzog von Weimar anerkennend berichtete. Während seines Aufenthalts in Marienbad wurde Goethe zu seiner Marienbader Elegie inspiriert und überließ später, ebenso wie Joseph Sebastian Grüner aus Eger dem Museum des Stifts seine Gesteins- und Mineraliensammlung, welches auch wissenschaftliche Instrumente der Astronomen Alois Martin David erhalten hat.

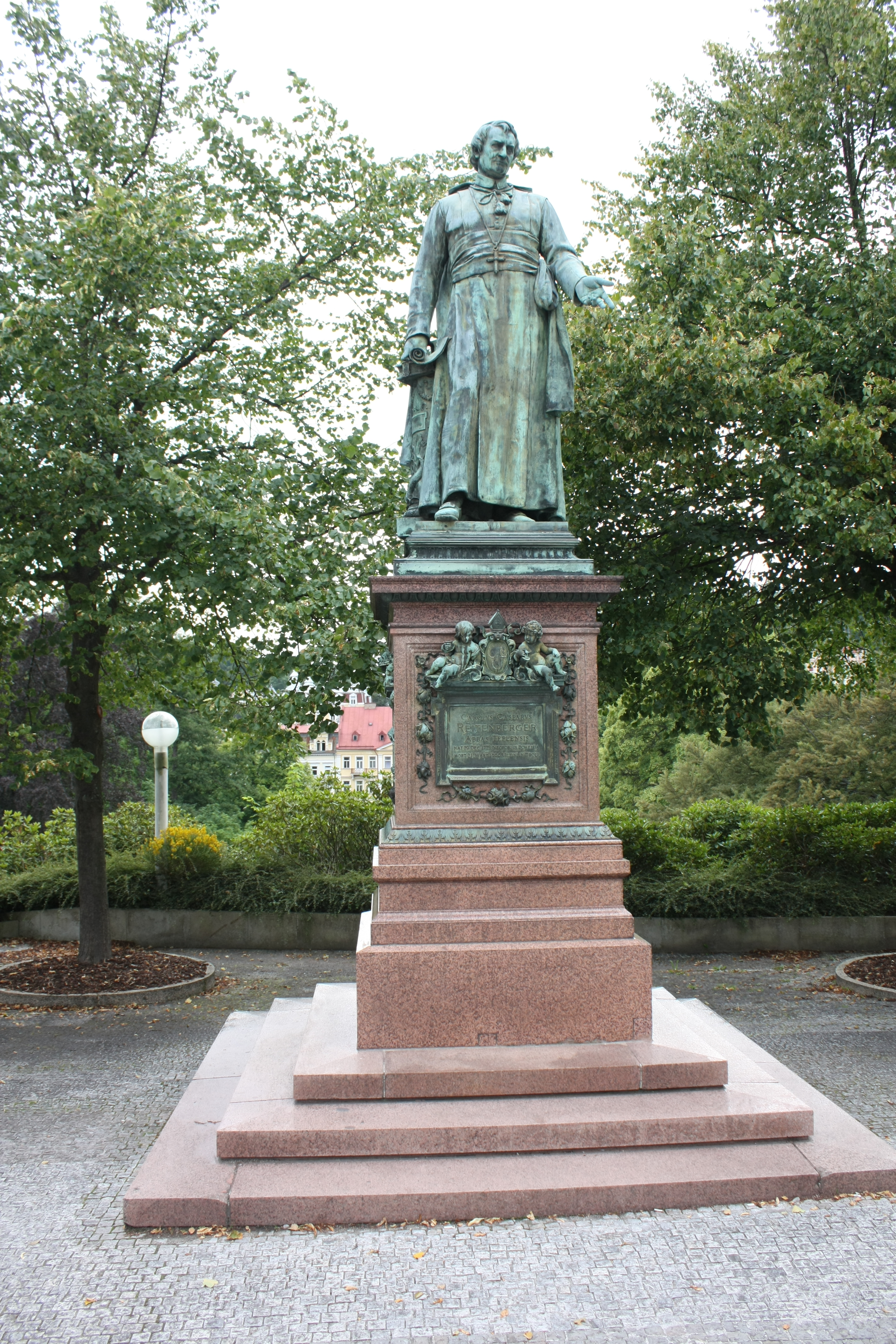
Denkmal für den Gründer Marienbads, Abt Karl Prokop Reitenberger auf der Kreuzbrunnenpromenade Marienbads

1879 errichtete die Stadt Marienbad Karl Prokop Reitenberger auf der Kreuzbrunnenpromenade ein Denkmal.
Unter Abt Ambros Alfred Clementso wurden 1888 die Infirmerie und Stallungen errichtet, Mühle und Brauhaus neu gebaut und ein Post- und Telegrafenamt im Stift installiert. Die Bahnstrecke Marienbad–Karlsbad schloss das Kloster an das öffentliche Schienennetz an.

### 20. Jahrhundert, Nationalsozialismus und Kommunismus
Nach dem Zerfall der Habsburgermonarchie im Jahr 1918 und der Errichtung der Tschechoslowakei wurde dem Stift Tepl die Leitung des Gymnasiums in Pilsen entzogen, die Lehranstalt verstaatlicht und Mädchen der Zugang zu dieser höheren Schulbildung ermöglicht. Im Zuge der staatlichen Bodenreform verlor Stift Tepl einen Teil des Grundbesitzes, die Inflation der Geldwährung des Jahres 1923 und die Massenarbeitslosigkeit der Jahre 1929 und 1930 zwangen zum Verkauf von Grundbesitz. Im Jahr 1921 wurden die dem Kloster gehörenden Kuranstalten in Marienbad unter staatliche Verwaltung gestellt.
In dieser Zeit erwarb der Abt des Klosters Tepl das 1803 aufgehobene Kloster Speinshart in der Oberpfalz für den Orden.
Anfang des 20. Jahrhunderts waren im Klosterbereich unter Gilbert Helmer, 1900 bis 1944 Abt des Klosters, der heutige Bibliothekstrakt, das Museum und die Parkanlagen entstanden. Nach dem Münchner Abkommen 1938 und der Zugehörigkeit zum damaligen Deutschen Reich mit dem nachfolgenden Zweiten Weltkrieg (1939–1945) blieb das Kloster von Zerstörungen der Bausubstanz weitgehend verschont, Ordensangehörige wurden in die deutsche Wehrmacht zum Kriegsdienst eingezogen. Der Chorherr Heřman Josef Tyl, der spätere Prior und Abt des Stifts Tepl, wurde 1943 verhaftet, in das Konzentrationslager Auschwitz und bis Mai 1945 in das KZ Buchenwald verschleppt und der Konvent in der Ausübung seiner Verpflichtungen stark behindert. Das nationalsozialistische Regime zwang das Stift, die Marienbader Quellen, die zugehörigen Kurbäder und Unterkunftshäuser an Privateigentümer zu verkaufen.
Nach Ende des Zweiten Weltkrieges wurde das Kloster Tepl am 3. September 1945 zunächst von amerikanischen Truppen und danach von sowjetischen Truppen besetzt und die Insassen von der Regierung der wieder gegründeten Tschechoslowakei unter Hausarrest gestellt. Abt Karl Petrus Möhler und der Prior Hieronymus Walter kamen in ein Sammellager für Sudetendeutsche, vermutlich nach Tachov, wo Abt Möhler bis 1948 inhaftiert blieb und dann nach dem Kloster Schönau ausreisen konnte. Die deutschen Konventualen wurden 1946 im Zuge der Vertreibungen der Deutschböhmen auf Grund der Beneš-Dekrete nach Bayern vertrieben. Die in den stiftseigenen Pfarreien tätigen deutschen Patres wurden mit den deutschsprachigen Pfarrangehörigen enteignet und gingen als Heimatvertriebene meist in die Oberpfalz. Im Kloster verblieben die tschechischsprachigen Chorherren. Herman Josef Tyl, der 1945 aus Buchenwald befreit worden war, sorgte 1946 dafür, dass Ordensangehörige aus tschechischen Sammellagern entlassen wurden und nach Westdeutschland ausreisen konnten. Er verhinderte zunächst die Beschlagnahme des Klosters als staatliches Eigentum, nahm Anteil an der Inbesitznahme der durch die Vertreibungen verlassenen Orte durch Neusiedler und gründete neue tschechischsprachige, römisch-katholische Glaubensgemeinschaften, wurde aber nach dem Jahr 1948 in einem Zwangslager der kommunistischen Regierung in Prag interniert. Die deutschstämmigen Ordensmitglieder kamen zum Teil zunächst im Kloster Speinshart in der Oberpfalz unter, dann in einem Neubau in Villingen im Schwarzwald und wurden am 19. Dezember 1987 nach dem „Stift Tepl“ im Kloster Obermedlingen in Medlingen verlegt. Am 22. November 2007 wurde der Hauptsitz des Klosters Tepl-Obermedlingen nach Mananthavady, einer Neugründung des Ordens der Prämonstratenser in Indien, verlegt.
Das Stift Teplá stand nach 1945 zunächst unter der Administration des Klosters Strahov. Nach dem Februarumsturz 1948 begann durch die kommunistische Regierung in Prag eine systematische Liquidierung der katholischen Kirche. Die Klöster in der Tschechoslowakei wurden enteignet und die Kirchen verschlossen. Das Kloster Teplá musste nach 1950 die fünfundzwanzig inkorporierten und sechs weitere, früher von Weltpriestern pastorisierte Pfarreien aufgeben.

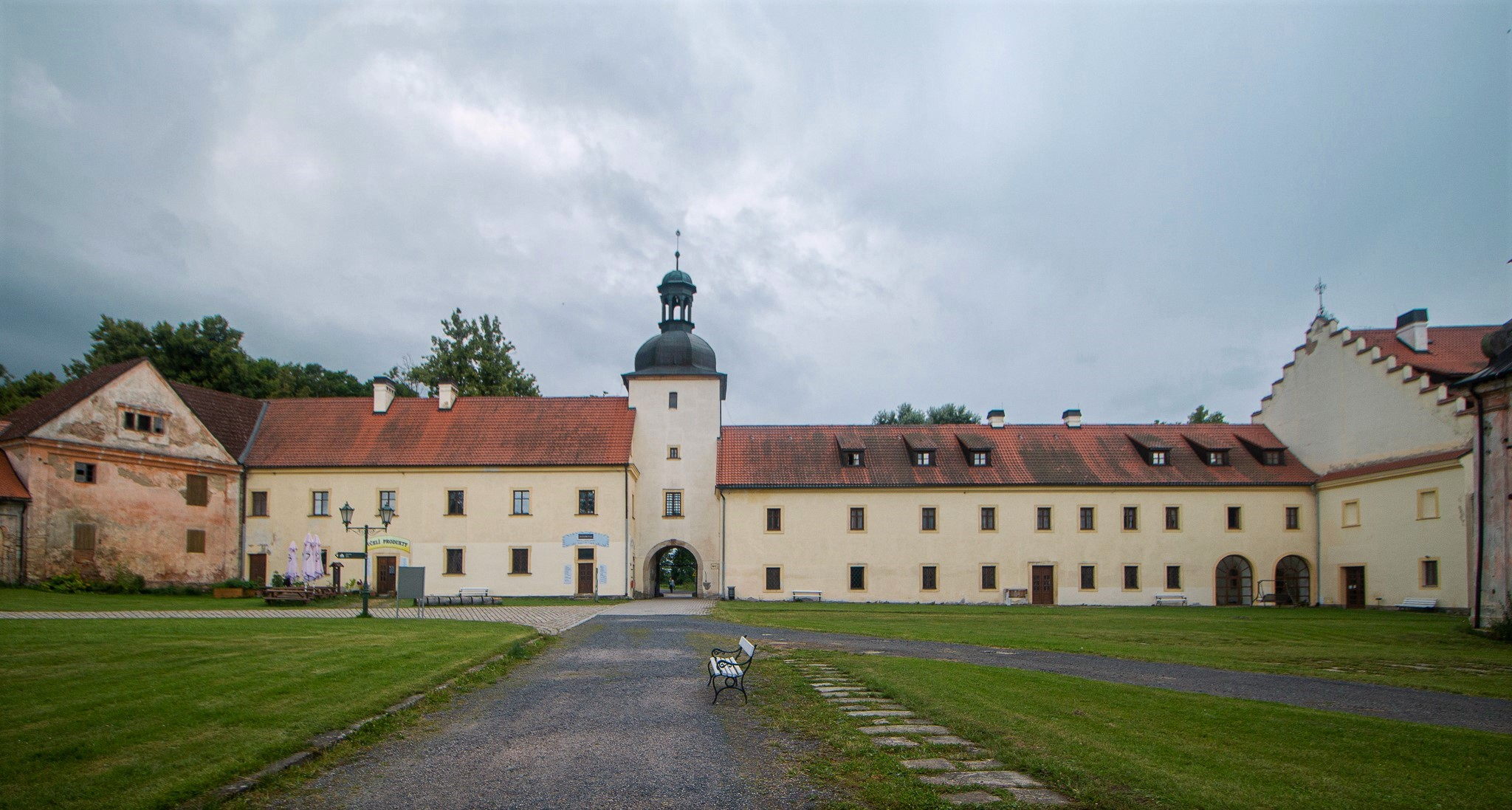
Wirtschaftsgebäude des Klosters

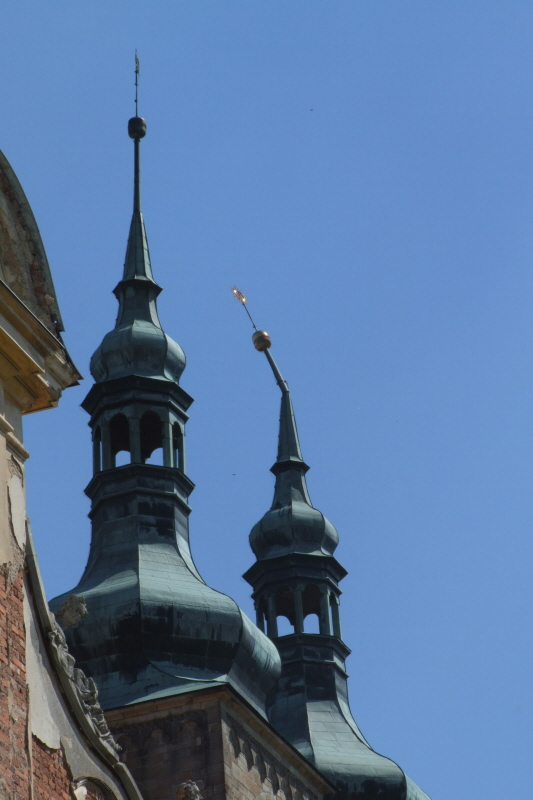
2007: Verbogener Turmhelm der Klosterkirche

In der Nacht vom 13. zum 14. April 1950 besetzten Truppen der tschechoslowakischen Volksmiliz und des Staatssicherheitsdienstes das Kloster Teplá unter dem Schutz der russisch-sowjetischen Besatzungstruppen, internierten die Ordensangehörigen, plünderten die Gebäude und übergaben das Kloster der tschechoslowakischen Armee, die es bis 1978 als Kaserne an der Grenze des Eisernen Vorhangs zu Bayern in Besitz nahm. Die Bibliothek wurde als Volkseigentum eine öffentliche Bezirksbibliothek. Nach dem Jahr 1978 stand die Klosteranlage leer und verfiel zunehmend.
Im Jahr 1988 wählten die überlebenden und geheim eingetretenen Chorherren den Prämonstratenser Heřman Josef Tyl zum neuen Abt des Klosters Teplá. Nach der politischen Wende des Jahres 1990 wurde Stift Teplá eine selbständige Kanonie in der Tschechoslowakei. Durch ein Verwaltungsdekret vom 19. Juli 1990 kam das Kloster Teplá mit der 14 Hektar großen Parkanlage wieder in den Besitz des Ordens der Prämonstratenser und seit dem 1. Januar 1991 war der Orden gesetzlich gesicherter Verwalter. Die Gebäude befanden sich in einem Zustand des Verfalls, aber die bauliche Grundsubstanz der Kirche, der Bibliothek, des Konvents und des Prälaturgebäudes waren weitgehend erhalten. Durch Spendengelder konnten Teile der Anlage wieder instand gesetzt werden. Die Chorherren wohnten zunächst im Pfarramt in Marienbad. Seit dem 28. Oktober 1991 begann mit einer kleinen Kommunität das Ordensleben in einem Seitenflügel des Klosters (8 Mitglieder, Stand 2024).
Am 17. Juli 1993 wurden die Reliquien des seligen Hroznata von Ovenec in Anwesenheit des Prager Erzbischofs Miloslav Vlk und des Apostolischen Nuntius Erzbischof Giovanni Coppa feierlich von der Dekanatskirche des heiligen Ägidius in Teplá in die nördliche Kapelle der Abteikirche überführt, die Klosterherberge eingeweiht und das 800-jährige Bestehen gefeiert. Die ehemals zugehörigen, enteigneten Ländereien und sonstiger Grundbesitz des Klosters haben neue Eigentümer und wurden von der Regierung Tschechiens nicht zurückgegeben. Im Jahr 1991 hatte der Ortsteil Teplá mit dem Stift Tepl 124 Einwohner, im Jahre 2001 bestand dieser Ortsteil Klášter aus 39 Häusern, in denen 143 Menschen lebten.
1995 gründete sich der Verein der Freunde des Stiftes Tepl zu Esslingen am Neckar e. V. Der Verein macht sich zur Aufgabe, Bau- und Kunstwerke des Klosters erhalten und restaurieren. Er fördert Austausch und Freundschaft der Nationen durch Begegnungen, z. B. deutsch-tschechische Künstlersymposien oder Jugendchorwochen. Die rund 160 Vereinsmitglieder stammen aus der Bundesrepublik Deutschland, Tschechien und den USA.

### 21. Jahrhundert
Am 8. Oktober 2011 wurde mit Filip Zdeněk Lobkowicz aus dem Adelsgeschlecht der Lobkowitz nach 18-jähriger Verwaltung durch einen Administrator wieder ein Abt des Stifts Tepl gewählt.
Zwischen 2012 und 2015 wurde der Südflügel der Klosteranlage umfassend saniert und restauriert. Die Räumlichkeiten beheimaten heute die Hroznata-Akademie. In den ehemaligen Wirtschaftsräumen im Keller des Traktes wurden u. a. Werkstätten, Ateliers und ein Tonstudio eingerichtet. Die ehemalige Abtswohnung und der sog. „Blaue Saal“ bieten dort Raum für Ausstellungen und Konzerte.

## Bauten und Besonderheiten
Die umfangreiche Anlage des Stiftes besitzt sehenswerte Gebäude. Herauszuheben sind die Klosterkirche, die Bibliothek und die 1993 eingeweihte Klosterherberge. Eine Besonderheit ist die Stehende Uhr.

### KlosterkircheMariä Verkündigung
Das Kernstück der Abtei ist die 1193 begonnene Klosterkirche Mariä Verkündigung mit kreuzförmigem Grundriss. Im Vorchorjoch, an der nördlichen Nebenapsis und dem Untergeschoss der Westfassade sind die spätromanischen Motive noch gut zu erkennen. Noch während der Bauzeit, deren Abschluss mit einer Weihe des Jahres 1232 in Verbindung gebracht wird, müssen sich die Baupläne geändert haben. Der polygonal gebrochene Chorgrundriss und das als Halle mit schmalen, steil proportionierten Seitenschiffen ausgeführte Langhaus zeigt frühgotische Architekturformen. Das romanisch-renaissancistisch stilisierte Westportal stammt aus der Zeit um 1900. Die Kirche ist 65,25 m lang, 16 m breit und in 15,6 m hoch.
Ausstattung
Die Ausstattung im Inneren entstammt weitgehend der Stabilisierungsphase des Klosters in der Mitte des 18. Jahrhunderts, als Kunst und Kultur im Stift besonders gefördert wurden. Im Einzelnen:
In der Mitte der Kirche befindet sich der Kreuzaltar dessen Marmor-Arbeiten 1750 zur Zeit des Barock vom Prager Hofsteinmetz Josef Lauermann geschaffen wurden. Das vergoldete Kruzifix stammt vom Prager Bildhauer Ignaz Franz Platzer. Im Chor befinden sich über den Chorstühlen die vier lateinischen Kirchenväter, ebenfalls von Ignatz Platzer, wie auch die Engelfiguren und die Heiligenstatuen an den Säulen im Hinterschiff der Kirche. Auch die bildhauerische Gestaltung des Hochaltars stammt von beiden Künstlern, das Altarbild mit der Verkündigung Mariens wurde von dem rheinländischen Freskenmaler Peter Johann Molitor (1702–1756) geschaffen. Der Bildhauer Karl Stilp gestaltete den Fußboden. 1754–1756 wurden zwei Orgeln, eine kleine und eine große von Anton Gartner, aus dem benachbarten Tachau, für die Kirche geschaffen. Bis 1898 befand sich die Grabstätte des Klostergründers Hroznata von Ovenec in einem Steinsarkophag vor dem Hochaltar. Nach der Seligsprechung wurden seine Reliquien in einem Schrein aus weißem Marmor auf dem heutigen Hroznata-Altar in der Apsis des linken Seitenschiffes aufbewahrt. Ein vom Münchener Bildhauer Georg Busch 1899 gestaltetes Relief stellt das Opfer des Melchisedech dar. Über dem Altar ist in der Wölbung die Glorie der seligen Hroznata dargestellt und rechts vom Altar zeigt ihn ein Gemälde als Ritter mit den von ihm gegründeten Klöster Tepl und Chotieschau. Das Bild stammt von Elias Dollhopf ebenso wie die Fresken des Querschiffs, die Szenen aus dem Leben des Klostergründers zeigen.
Die monumentale Kreuzigungsgruppe vor dem Eingang zur Kirche ist eine mit einem Chronogramm auf 1708 datierte Steinbildhauerarbeit.

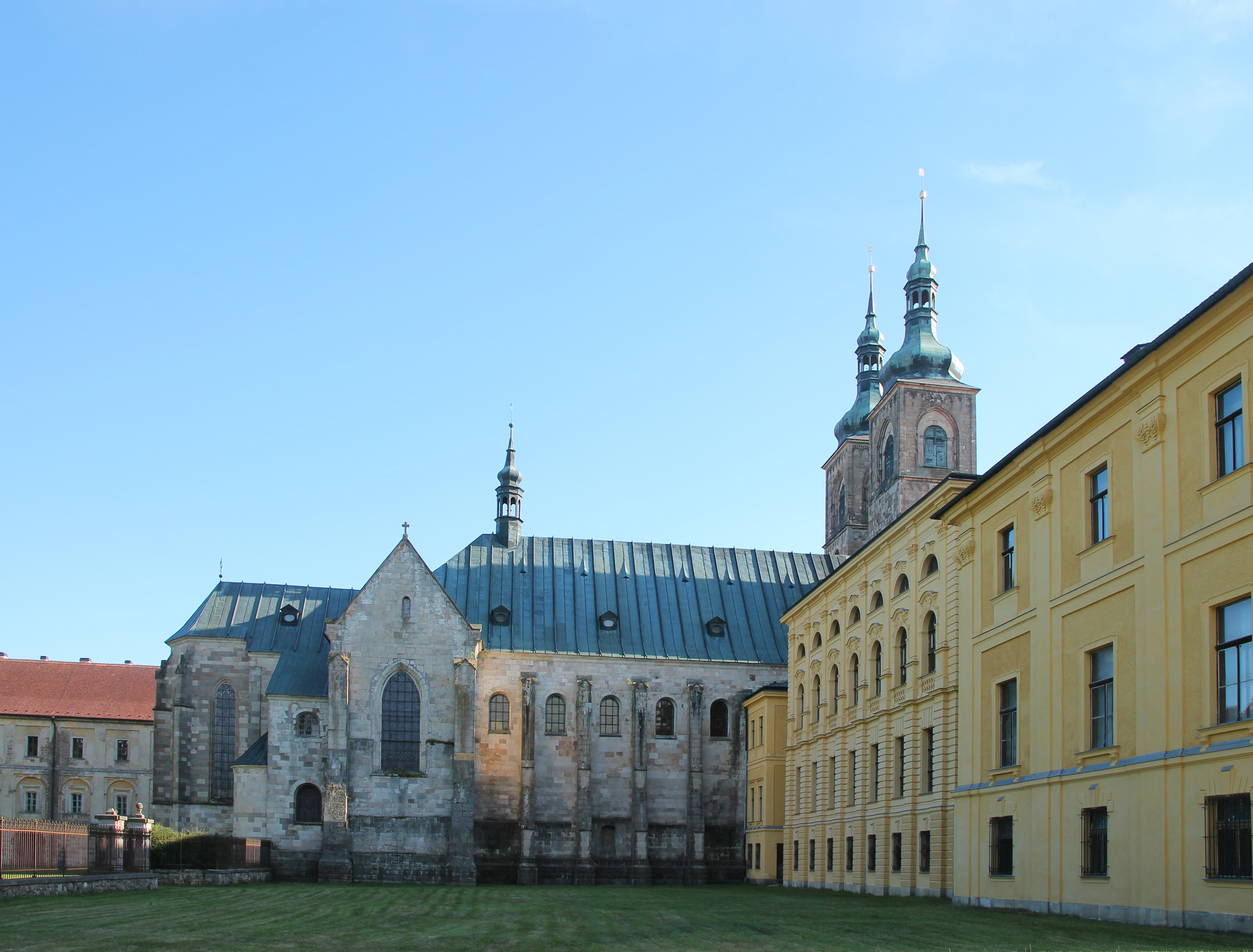
Klosterkirche
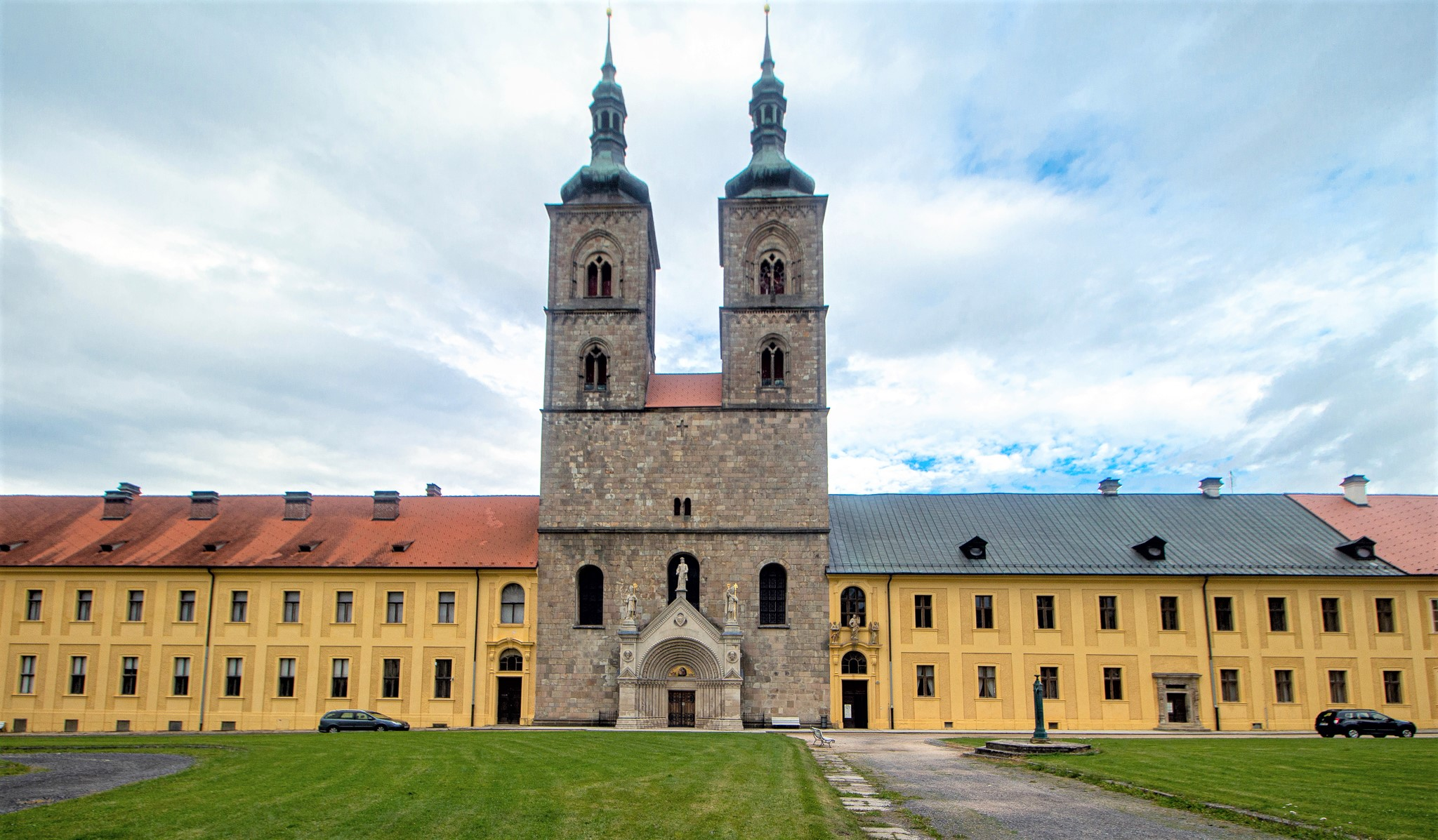
Turmfassade der Klosterkirche
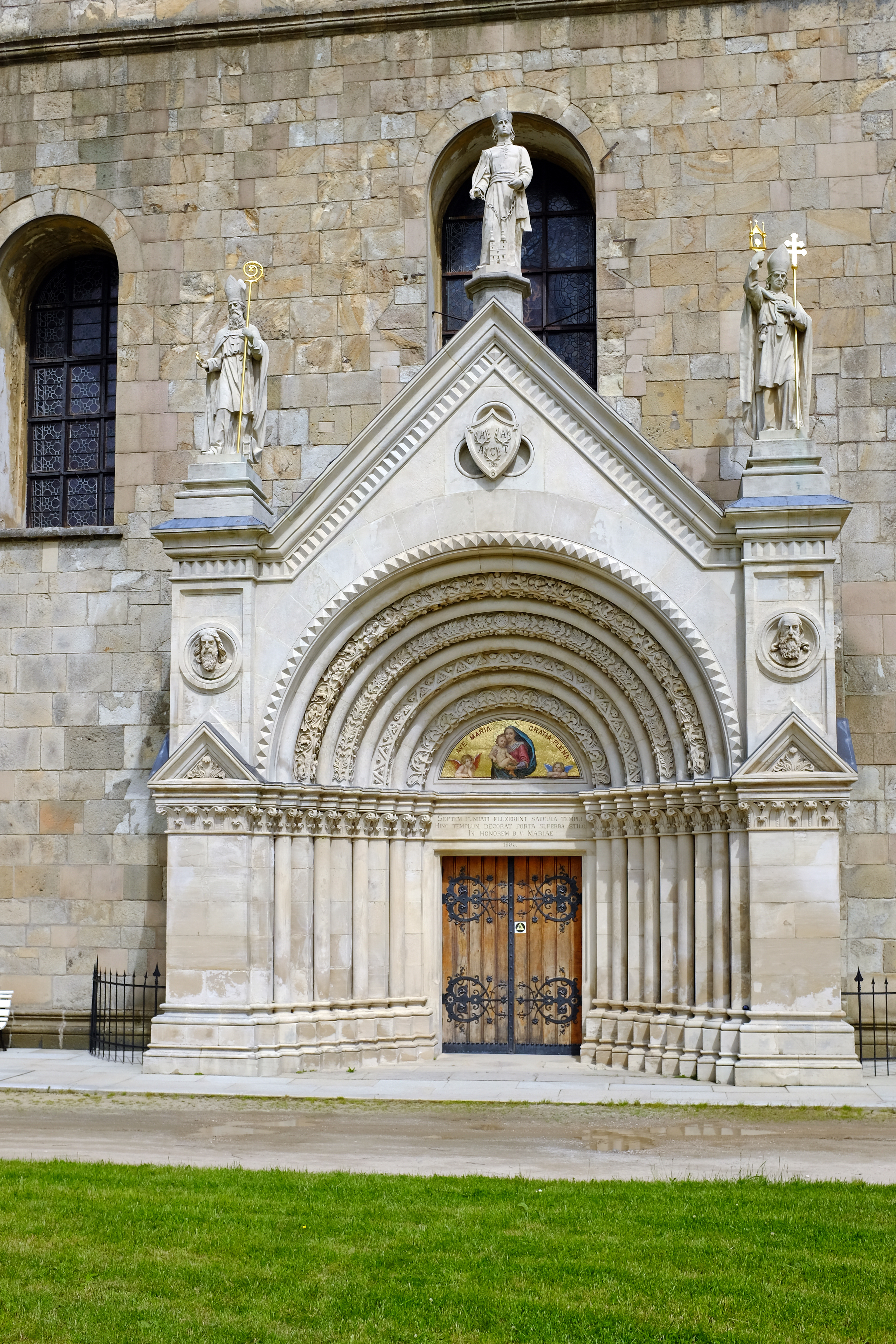
Westportal, um 1900
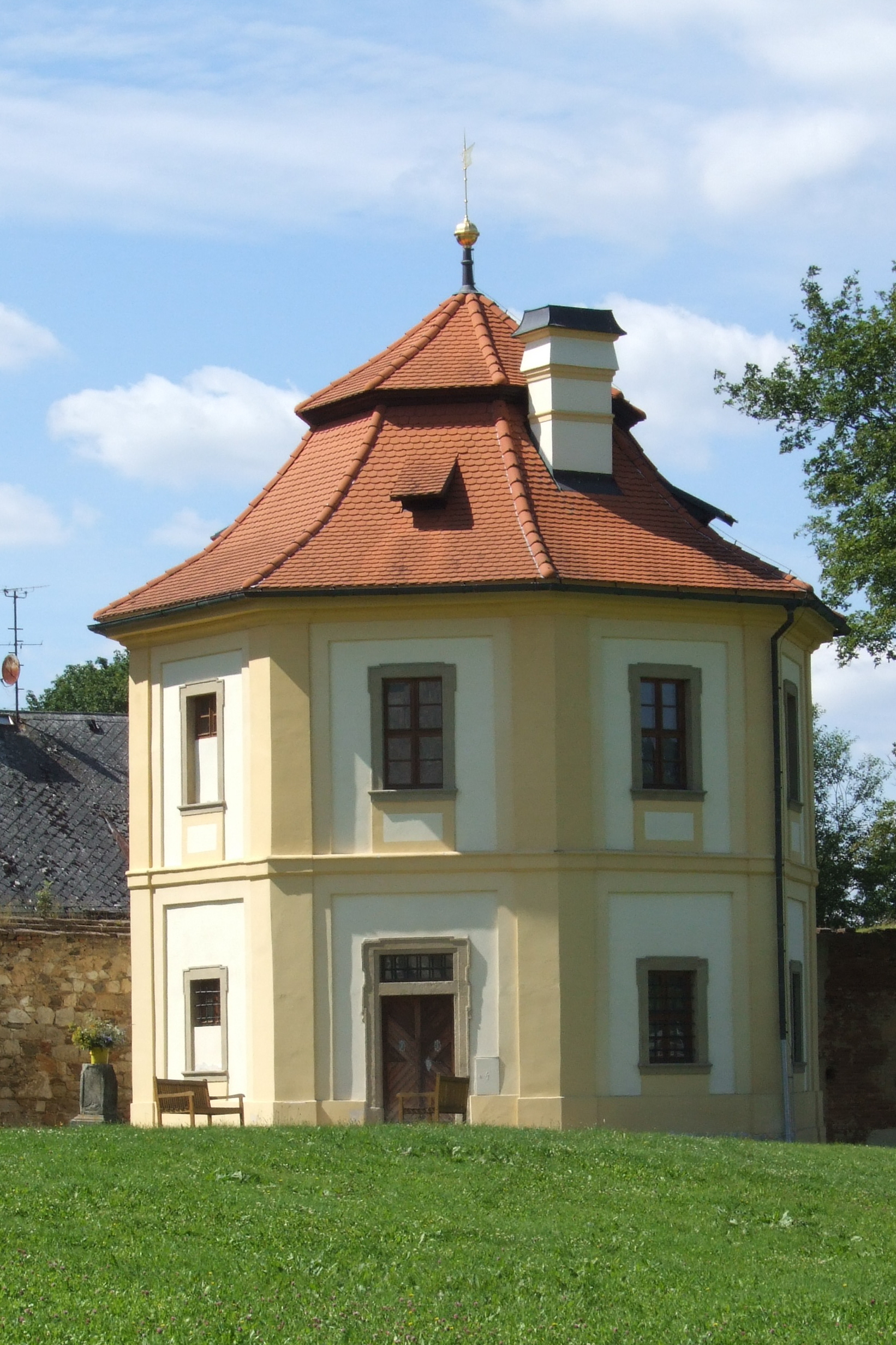
Gloriette

### Bibliothek
Die Klosterbibliothek wurde kurz nach der Gründung des Stifts eingerichtet und befand sich zunächst im Kloster selbst, ohne eigenen Trakt. Sie wurde von Abt Hausmann Ende des 15. Jahrhunderts auf 700 Bände erweitert. Von den mittelalterlichen Handschriften sind nur fünf in Böhmen geschrieben worden, die Mehrzahl stammt aus bayerischen und anderen Skriptorien.
Im 18. und 19. Jahrhundert wurde die Bibliothek durch Literatur aus fast allen Wissensbereichen in den wichtigsten europäischen Sprachen erweitert. Der heutige Trakt wurde in den Jahren 1902 bis 1905 unter Abt Gilbert Helmer nach Plänen des Architekten Josef Schaffer (1862–1934), durch 40 Jahre Baudirektor in Marienbad und im Stift Tepl, in neobarockem Stil gebaut. Der Prunksaal ist 24,4 m lang, 12 m breit und 15,5 m hoch. Die Deckengemälde wurden von Karl Krattner (1862–1926), Maler, Schriftsteller und Professor an der Akademie der bildenden Künste in Prag, gestaltet und stellen in der Mitte die streitende und triumphierende Kirche dar. In den vier Seitenfeldern sind die vier Apostel und die vier lateinischen Kirchenväter dargestellt.
In den Weltkriegen des 20. Jahrhunderts verschont, erlitt die Bibliothek in den Nachkriegsjahren nach 1945 große Verluste. In den 1950er Jahren mussten die Bibliotheken in der Tschechoslowakei auf Geheiß des kommunistischen Regimes in Prag von religiösen Werken „gesäubert“ werden. Literarische Kostbarkeiten wurden gestohlen oder vernichtet. Auch die Klosterbibliothek im Stift Tepl wurde von diesem Gesetz nicht verschont. Wertvolle Bücher wie das kostbare Missale Sulkonis und der Bohemica-Bestand mit ca. 550 Bänden wurde aus der Bibliothek entwendet.
Die Bibliothek des Stift Tepl enthält um die 108.000 Bände, 804 Handschriften und 249 Handschriftenfragmente, 537 Inkunabeln und 33 Fragmente sowie über 2400 Drucke des 16. Jahrhunderts. Sie ist der Öffentlichkeit als Leihbibliothek zugänglich und gilt heute als nationale kulturgeschichtliche Sehenswürdigkeit. Rund 86.000 Bände sind der historische Bestand der Stiftsbibliothek (bis 1955). Unter den Handschriften sind besonders ein bairisches Gebet während der Beichte aus dem 9. Jahrhundert und der Codex Teplensis, eine der bedeutendsten mittelhochdeutschen Bibelübersetzungen vor Martin Luther aus dem Anfang des 15. Jahrhunderts in einer bayerischen Mundart, wie Inkunabeln hervorzuheben. Die Inkunabeln sind zumeist deutschen und italienischen Ursprungs, es befinden sich aber auch vier tschechischsprachige darunter.
In den Jahren 2006 bis 2008 wurden die Handschriften von der tschechischen Nationalbibliothek in Prag erworben, wo sie als eigener Bestand Teplá MS. aufbewahrt werden.

## Bedeutende Stiftsangehörige

### Äbte von Stift Tepl
Seit dem Jahr 2011 ist Filip Zdeněk Lobkowicz Abt des Stiftes.

### Übrige bedeutende Stiftsangehörige
- Johann Josef Nehr (1752–1820), Klosterarzt, Mitbegründer von Marienbad
- Alois Martin David (1757–1836), Astronom, Kartograph und Rektor der Karl-Ferdinands-Universität Prag